# 関東鉄道取手営業所
関東鉄道取手営業所（かんとうてつどうとりでえいぎょうしょ）は、かつて茨城県取手市駒場に所在した関東鉄道のバス営業所。現在は待機場として使われている。
当所の敷地は関東鉄道常総線寺原駅に隣接する。かつては「寺原車庫」ともいわれた（方向幕を装備した車両もあった）。営業所略記はToRideのTR。
2017年（平成29年）12月16日付で水海道営業所と統合・移転し、守谷営業所となった。

## 営業所統合時の路線
取手駅と周辺の団地を結ぶ路線をはじめ、取手市、つくばみらい市、守谷市で路線バスを運行していた。この他、スクールバスや取手市コミュニティバスの一部を運行していた。これらは全て、守谷営業所に引き継がれている。
一般路線
- 取手駅東口 - 井野団地 - 取手駅東口 （井野団地循環） ※均一運賃、深夜バス有

均一運賃であり前乗り中降りだったが、ICカード導入を契機に他路線と同じ中乗り前降りに変更されている。
- 取手駅西口 - 取手中央タウン - 江戸川学園 ※深夜バス有
- 取手駅西口 - 取手中央タウン - 取手スポーツセンター - 戸頭駅
- 取手駅西口 - JAとりで総合医療センター
- 取手駅西口 - 谷井田 - けやき通り中央 - ひがし野三丁目 - 守谷駅東口 ※つくば中央営業所・水海道営業所との共同運行
- 取手駅西口 - 谷井田 - 豊体

豊体で終点になった後は守谷営業所に回送していた。以前は豊体の手前に伊奈中央というバス停があり、そこに折返場があったので伊奈中央で終点であった。
コミュニティバスの受託運行
- ことバス（取手市）

## 契約貸切運行
キヤノン送迎バス（社員専用）
- 取手駅西口 - キヤノン

取手競輪場ファン送迎バス
- 取手駅西口 - 取手競輪場
- 守谷駅 - 取手競輪場

## 廃止路線
- 取手駅西口 - 天王台駅北口 - 我孫子駅
- 取手駅西口 - 谷井田 - 豊体 - 守谷駅（東口）
- 取手駅西口 - 藤代高校 - 酒詰 - 聖徳学園
- 取手駅西口 - 聖徳学園
- 取手駅東口 - 片町 - 井野団地
- 藤代駅（北口） - 聖徳学園

## 車両

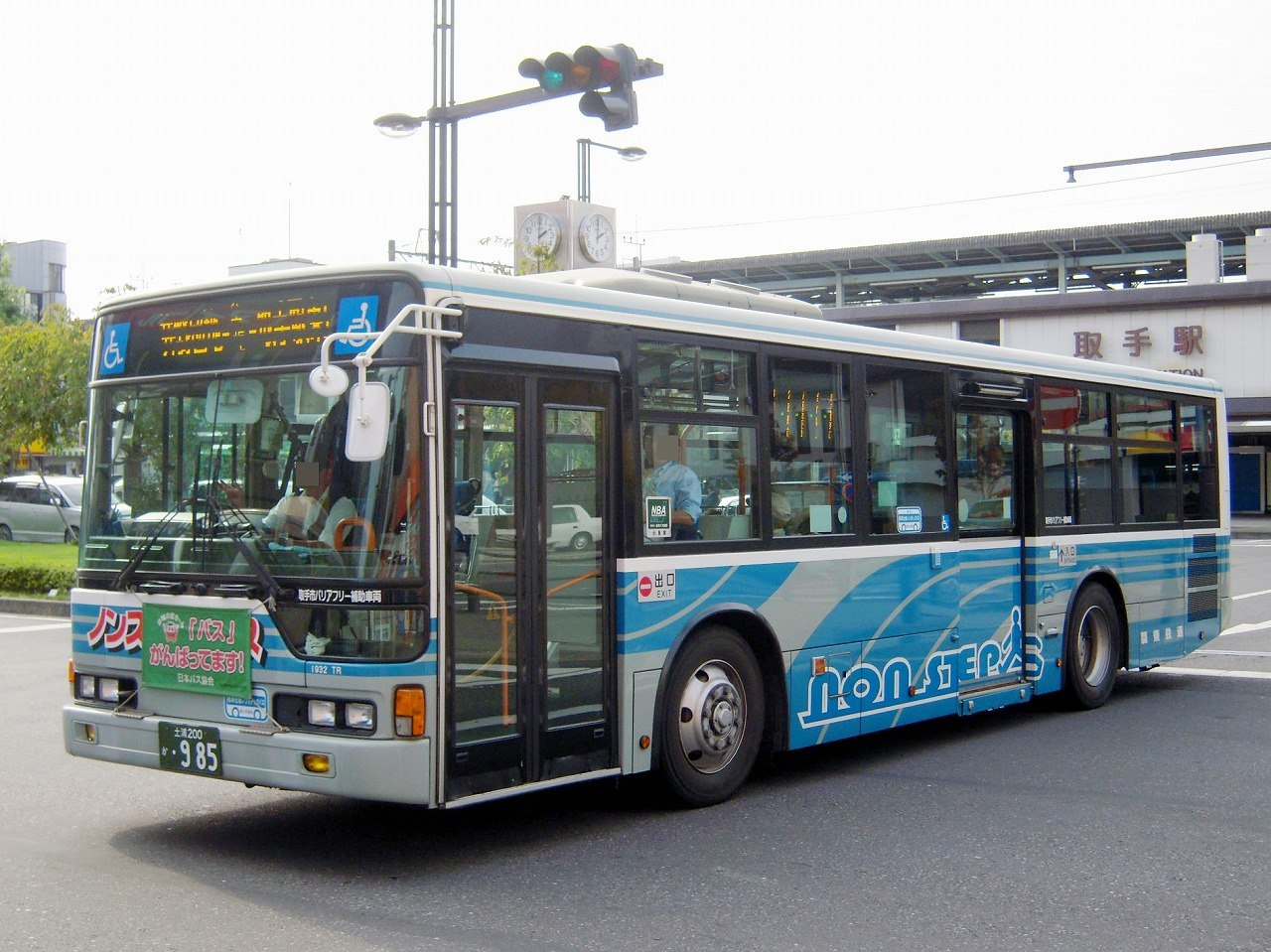
取手営業所所属車 (1932TR)

当所の管轄は取手駅と団地を結ぶ路線が殆どを占め、また取手駅周辺にはキヤノンや江戸川学園が立地しているため、終日乗客が多かった。そのため、一般路線車は全車とも大型車が導入されていた。
車両は、大型車のみの配置ということもあり、他社からの移籍車がほとんどであったが、取手市からの補助金により、2001年（平成13年）春に関東鉄道初のノンステップバスであるいすゞエルガと三菱ふそうエアロスターが各1両ずつ導入された。自社発注車としては、1505TR以降11年ぶりの新車導入となった。その後も低床バスの導入が続き、2016年には9年振りの新車となる新型エルガとエルガハイブリッドが各1台配置された。、2016年現在ノンステップバス7両とワンステップバス4両が在籍している。尚、新車で配置された車体には「取手市バリアフリー補助車両」の表記がある。
その他は、京成バスからの移籍車が主力であるが、近年は、東急バス、立川バスから、三菱ふそう・エアロスターMPノンステップが移籍し、低床化も徐々に図られている。2015年度は車両不足に対応すべく、京成バスからの中古ノンステップ及びワンステップバスが集中的に配置されている。
かつては、西武バスより富士5E,7Eボディの日産ディーゼル・UAが大量に移籍し、主力になっていたことがあるが、現在はすべて廃車になっている。
その他、取手市コミュニティバス、ことバス用として、三菱ふそう・エアロミディMEのCNG仕様車と日野・ポンチョ、そしてその予備車として三菱ふそう・ローザなどマイクロバスも数台配置されている。
なお、当営業所の敷地は寺原駅前の狭隘なスペースゆえに、車両は20両程度しか駐車できない状態である。そのため、代用に使用される車両は「後山」停留所付近にある月極駐車場を借りて駐車している。過去には当所に新たな車両が導入されると、廃車するまでもない車両は水海道営業所など、近隣の営業所に転属という形を取っていた。

## その他
茨城県南地域の中で最も東京に近いエリアの営業所だったことから、通勤・通学輸送としての需要が高く、茨城県・関東鉄道初となる施策が多かった。
- ワンマンカー - 1970年（昭和45年）、「井野団地循環」に導入
- 深夜バス - 1987年（昭和62年）、「井野団地循環」と「取手駅西口 - 江戸川学園」に導入
- ノンステップバス - 2001年（平成13年）、県内初導入
- ICカード - 2003年（平成15年）12月22日[3] - 2010年（平成22年）3月31日[4]、試行運用ながら供用
- PASMO - 2015年（平成27年）10月1日、水戸営業所とともに初導入[5]

### 寺原駅とバス専用踏切
- 寺原駅の駅舎前がそのままバス操車場となっており、駅前広場と操車場が一体化している。このため駅の利用者は操車場内を歩くことになる。
- 操車場から隣接する県道への取付道路が狭いため、操車場から出るバスは、バス専用踏切をクランク状に渡ってから県道130号線へ出る。
- このバス専用踏切は、県道の踏切の隣に並ぶようにして設置されているのが特徴的で、遮断機も、列車接近時に閉まる長い腕折れ式の遮断機とともに、バスが通過するときだけ開く赤白縞の遮断機も追加設置されて、二重の遮断機が別個に動作する構造になっている。踏切のある場所やその動作の仕方等が、他ではあまり見られない風変わりな踏切となっている。[6]

## 参考書籍
- 加藤佳一編著 『バスジャパン ニューハンドブックス 25 関東鉄道』 BJエディターズ、1998年（平成10年）。
- 加藤佳一編著 『バスジャパン ハンドブックシリーズR 61 関東鉄道』 BJエディターズ、2007年（平成19年）。